# 富马酸二甲酯
富马酸二甲酯（英語：Dimethyl fumarate，缩写：DMF），或称为延胡索酸二甲酯，结构简式CH3OOCCH=CHCOOCH3，是马来酸二甲酯的顺反异构体，“富马酸”一词来源于球果紫菫的学名：Fumaria officinalis。富马酸二甲酯和其它两种富马酸酯一起用于治疗银屑病。